# Henschel Projekt P.122
O Henschel Projekt P.122 foi um projecto da Henschel para conceber um bombardeiro bimotor a jato sem cauda.  Teria capacidade para 1500 kg de bombas.